# George S. Odiorne

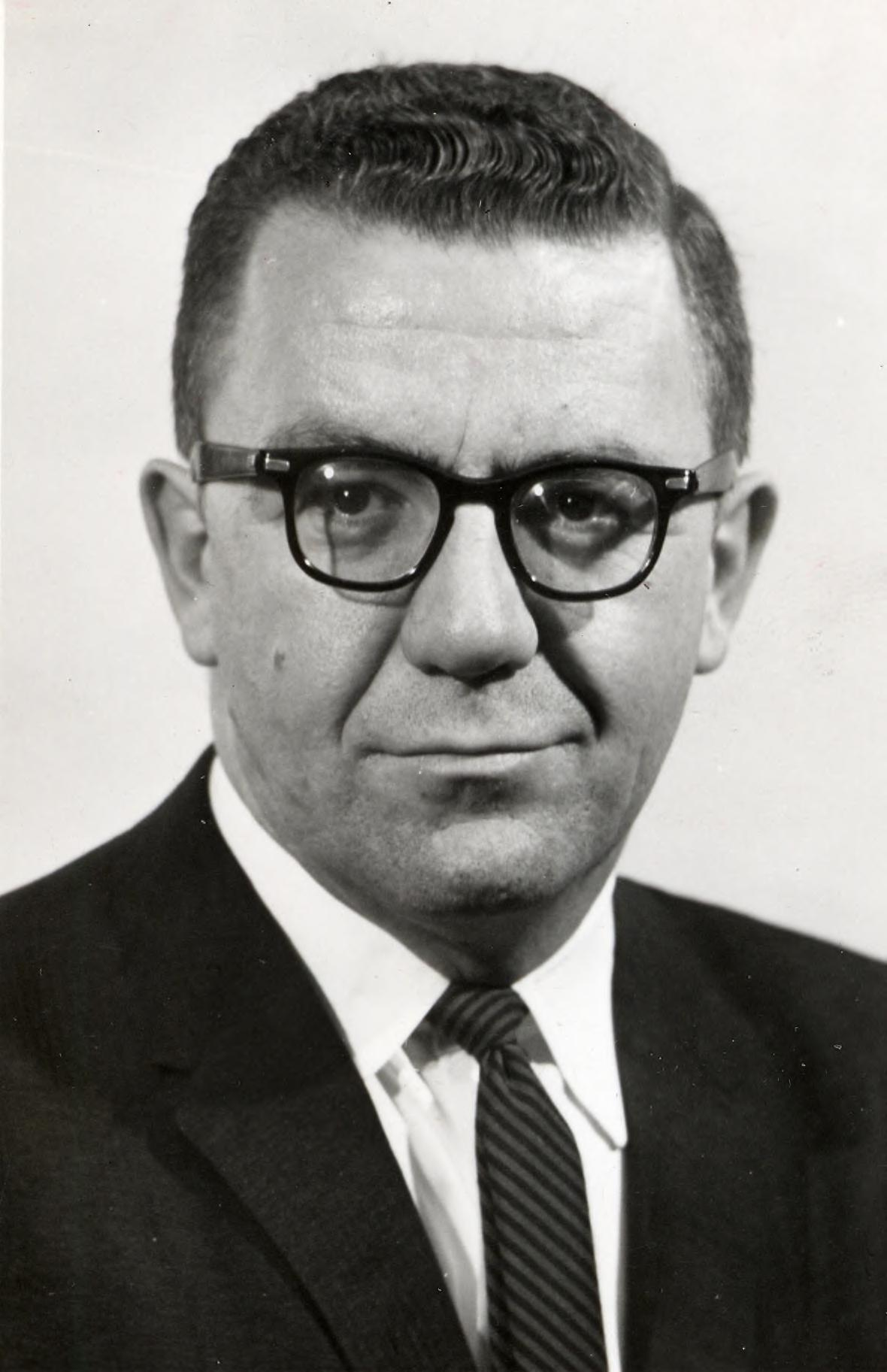
George S. Odiorne

George Stanley Odiorne (Merrimac, 4 novembre 1920 – St. Petersburg, 19 gennaio 1992) è stato un economista statunitense, teorico sviluppatore della teoria della gestione per obiettivi (MBO).

## Biografia
George S. Odiorne è nato nel 1920 a Merrimac, nel Massachusetts. Cresciuto a Lowell, aveva un fratello e due sorelle. Durante la seconda guerra mondiale, ha prestato servizio nell'Esercito degli Stati Uniti nel Pacifico. Si è laureato alla Rutgers University e successivamente ha conseguito un master e un dottorato in amministrazione aziendale presso l'Università di New York, dove è stato formato da Peter Drucker.

### Carriera
Odiorne iniziò la sua carriera come supervisore per l'American Can Company a Jersey City, nel New Jersey, già prima della guerra. Negli anni '50 insegnò poi alla Rutgers University per poi divenire consulente aziendale per l'American Management Association e General Mills.
Dal 1958 al 1968, Odiorne è stato professore di relazioni industriali presso l'Università del Michigan, dove è stato anche direttore dell'Ufficio per le relazioni industriali. È stato rettore della David Eccles School of Business presso l'Università dello Utah dal 1968 al 1974 e della Isenberg School of Management presso l'Università del Massachusetts dal 1974 al 1983. È stato professore all'Eckerd College di St. Petersburg, in Florida, dal 1983 al 1989.
Nel corso della sua carriera Odiorne pubblicò 26 libri e 300 articoli. Fu uno degli sviluppatori della teoria conosciuta come "Gestione per obiettivi" (Management By Objectives, MBO).

### Vita privata
Odiorne sposò M. Janet Hanna con cui ebbe un figlio, Robert H. Odiorne.
George Odiorne morì di infarto il 19 gennaio 1992 all'Humana Hospital-Northside di St. Petersburg, in Florida, all'età di 71 anni.

## Opere
Libri
- (EN) Management by Objectives: a System of Managerial Leadership, New York, Pitman, 1965.
- (EN) Management decisions by objectives, 1969.
- (EN) Management and the activity trap, New York, Harper & Row, 1974.
- (EN) MBO II, a system of managerial leadership for the 80s., Fearon Pitman Publishers, 1979.
- (EN) Strategic management of human resources, Jossey-Bass, 1984.
- (EN) The human side of management, Lexington Books, 1990.

Pubblicazioni
- (EN) An application of the communications audit, in Personnel Psychology, vol. 7.2, 1954,  pp. 235-243.
- (EN) The trouble with sensitivity training, in Training Directors Journal, vol. 17.10, 1963,  pp. 9-20.
- (EN) The change resisters, in The Personnel Administrator, vol. 26.1, 1981,  pp. 57-63.